# يوشيكي أوكاموتو
يوشيكي أوكاموتو (باليابانية: 岡本吉起؛ بالكانا: おかもと よしき) هو عالم حاسوب ياباني، ولد في 10 يونيو 1961 في إهيمه في اليابان.

## وصلات خارجية
- يوشيكي أوكاموتو على موقع IMDb (الإنجليزية)
- يوشيكي أوكاموتو على موقع قاعدة بيانات الفيلم (الإنجليزية)